# Heterochromis multidens
Heterochromis multidens là một loài cá trong họ Cichlidae. Đây là loài duy nhất trong chi và duy nhất trong phân họ Heterochromidinae. Nó là loài đặc hữu của lưu vực sông Congo ở Trung Phi, và có chiều dài 30 xentimét (12 in). Loài này có thể có mối quan hệ gần gũi với các loài cichlid Châu Mỹ hơn là của châu Phi.